# Tervalampi (sjö i Hankasalmi, Mellersta Finland)
Tervalampi är en sjö i kommunen Hankasalmi i landskapet Mellersta Finland i Finland. Arean är 36 hektar och strandlinjen är 3,8 kilometer lång. Sjön  ingår i Kymmene älvs huvudavrinningsområde.   Den ligger omkring 38 kilometer öster om Jyväskylä och omkring 250 kilometer norr om Helsingfors. 